# Lijst van Eerste Kamerleden 1880-1883
Lijst van Eerste Kamerleden 1880-1883 geeft een overzicht van de leden van de Nederlandse Eerste Kamer in de periode tussen de verkiezingen van 1880 en de verkiezingen van 1883. De zittingsperiode van de Eerste Kamer ging in op 21 september 1880 en eindigde op 16 september 1883.
De Eerste Kamer telde 39 leden, gekozen door de leden van Provinciale Staten in de elf provincies. Eerste Kamerleden werden gekozen voor een termijn van negen jaar; om de drie jaar werd een derde deel van de Eerste Kamer vernieuwd.
| Naam                                | groepering             | provincie     | begindatum        | einddatum         | refs   |
| ----------------------------------- | ---------------------- | ------------- | ----------------- | ----------------- | ------ |
| Dirk van Akerlaken                  | gematigde liberalen    | Noord-Holland | 21 september 1880 | 11-10-1884 [ d ]  | [ 1 ]  |
| Louis Beerenbroek                   | gematigde liberalen    | Limburg       | 21-09-1874 [ e ]  | 16 september 1883 | [ 2 ]  |
| Albert Blijdenstein                 | liberalen              | Overijssel    | 21 september 1880 | 11-10-1884 [ d ]  | [ 3 ]  |
| Adolph Blussé                       | liberalen              | Zuid-Holland  | 18-09-1877 [ f ]  | 11-10-1884 [ g ]  | [ 4 ]  |
| Willem Borsius                      | liberalen              | Zeeland       | 21 september 1880 | 11-10-1884 [ d ]  | [ 5 ]  |
| Doede Breuning                      | liberalen              | Friesland     | 28 november 1881  | 19 september 1883 | [ 6 ]  |
| Ernst Büchner                       | liberalen              | Noord-Holland | 18-09-1877 [ f ]  | 30 september 1882 | [ 7 ]  |
| Hendrik Carsten                     | gematigde liberalen    | Drenthe       | 21-09-1874 [ e ]  | 19 september 1883 | [ 8 ]  |
| Hendrikus Coenen                    | liberalen              | Gelderland    | 18-09-1877 [ f ]  | 11-10-1884 [ g ]  | [ 9 ]  |
| Coos Cremers                        | liberalen              | Groningen     | 21 september 1880 | 5 maart 1882      | [ 10 ] |
| Albertus Duymaer van Twist          | gematigde liberalen    | Zuid-Holland  | 21-09-1874 [ e ]  | 13 oktober 1881   | [ 11 ] |
| Frans van Eysinga                   | liberalen              | Friesland     | 18-09-1877 [ f ]  | 11-10-1884 [ g ]  | [ 12 ] |
| Isaäc Fransen van de Putte          | liberalen              | Zuid-Holland  | 21 september 1880 | 11-10-1884 [ d ]  | [ 13 ] |
| Johannes Hengst                     | katholieken            | Noord-Brabant | 21-09-1874 [ e ]  | 19 september 1883 | [ 14 ] |
| Joan Huydecoper van Maarsseveen     | gematigde liberalen    | Utrecht       | 18-09-1877 [ f ]  | 11-10-1884 [ g ]  | [ 15 ] |
| Maurits Insinger                    | liberalen              | Noord-Holland | 11 juli 1881      | 19 september 1883 | [ 16 ] |
| Louis van Limburg Stirum            | liberalen              | Gelderland    | 18-09-1877 [ f ]  | 11-10-1884 [ g ]  | [ 17 ] |
| Evert du Marchie van Voorthuysen    | conservatieven         | Utrecht       | 21-09-1874 [ e ]  | 19 september 1883 | [ 18 ] |
| Frederik Merkes van Gendt           | liberalen              | Zuid-Holland  | 21-09-1874 [ e ]  | 19 september 1883 | [ 19 ] |
| Franciscus Michiels van Kessenich   | katholieken            | Limburg       | 18-09-1877 [ f ]  | 1 juni 1881       | [ 20 ] |
| Hendrik Muller                      | liberalen              | Zuid-Holland  | 28 november 1881  | 19 september 1883 | [ 21 ] |
| Albertus van Naamen van Eemnes      | liberalen              | Overijssel    | 21-09-1874 [ e ]  | 19 september 1883 | [ 22 ] |
| Carel Nobel                         | liberalen              | Gelderland    | 21 september 1880 | 11-10-1884 [ d ]  | [ 23 ] |
| Carolus Pické                       | liberalen              | Zeeland       | 18-09-1877 [ f ]  | 11-10-1884 [ g ]  | [ 24 ] |
| Hubert Pijls                        | katholieken            | Limburg       | 21 september 1880 | 11-10-1884 [ d ]  | [ 25 ] |
| Menso Pijnappel                     | conservatief-liberalen | Noord-Holland | 6 december 1882   | 11-10-1884 [ g ]  | [ 26 ] |
| Gerrit de Raadt                     | gematigde liberalen    | Zuid-Holland  | 21 september 1880 | 11-10-1884 [ d ]  | [ 27 ] |
| Hubert Regout                       | katholieken            | Limburg       | 11 juli 1881      | 11-10-1884 [ g ]  | [ 28 ] |
| Carolus van Rijckevorsel            | gematigde liberalen    | Noord-Brabant | 21 september 1880 | 13 januari 1883   | [ 29 ] |
| Berend van Roijen                   | liberalen              | Groningen     | 4 juli 1882       | 11-10-1884 [ d ]  | [ 30 ] |
| Louis van Sasse van Ysselt          | katholieken            | Noord-Brabant | 21-09-1874 [ e ]  | 19 september 1883 | [ 31 ] |
| Willem Schimmelpenninck van der Oye | conservatieven         | Gelderland    | 21 september 1880 | 11-10-1884 [ d ]  | [ 32 ] |
| Gijsbertus Schot                    | liberalen              | Friesland     | 21-09-1874 [ e ]  | 19 september 1881 | [ 33 ] |
| Willem de Sitter                    | liberalen              | Groningen     | 18-09-1877 [ f ]  | 11-10-1884 [ g ]  | [ 34 ] |
| Hendrik Smit                        | gematigde liberalen    | Noord-Holland | 21-09-1874 [ e ]  | 10 mei 1881       | [ 35 ] |
| Petrus Smitz                        | katholieken            | Noord-Brabant | 18-09-1877 [ f ]  | 11-10-1884 [ g ]  | [ 36 ] |
| Charles Stork                       | liberalen              | Overijssel    | 18-09-1877 [ f ]  | 11-10-1884 [ g ]  | [ 37 ] |
| Jan van Swinderen                   | liberalen              | Friesland     | 21 september 1880 | 11-10-1884 [ d ]  | [ 38 ] |
| Adriaan Teding van Berkhout         | liberalen              | Noord-Holland | 18-09-1877 [ f ]  | 11-10-1884 [ g ]  | [ 39 ] |
| Cornelis den Tex                    | liberalen              | Noord-Holland | 21 september 1880 | 6 december 1882   | [ 40 ] |
| Jacobus Thooft                      | liberalen              | Gelderland    | 21-09-1874 [ e ]  | 19 september 1883 | [ 41 ] |
| Gijsbert van Tienhoven              | liberalen              | Noord-Holland | 21-09-1874 [ e ]  | 19 september 1883 | [ 42 ] |
| Johannes Verheyen                   | katholieken            | Noord-Brabant | 22 januari 1883   | 11-10-1884 [ d ]  | [ 43 ] |
| Theodorus Viruly                    | liberalen              | Zuid-Holland  | 18-09-1877 [ f ]  | 11-10-1884 [ g ]  | [ 44 ] |
| Dirk Visser van Hazerswoude         | liberalen              | Noord-Holland | 22 januari 1883   | 11-10-1884 [ d ]  | [ 45 ] |
| Joost van Vollenhoven               | liberalen              | Zuid-Holland  | 21-09-1874 [ e ]  | 19 september 1883 | [ 46 ] |
| Antonius Vos de Wael                | katholieken            | Noord-Brabant | 21 september 1880 | 11-10-1884 [ d ]  | [ 47 ] |